# Alessio Pala
Alessio Pala (Bergamo, 31 agosto 1965) è un allenatore di calcio ed ex calciatore italiano, di ruolo centrocampista, tecnico del Fossano.

## Carriera

### Giocatore
Dopo aver giocato per una stagione nella Primavera dell'Atalanta, nella stagione 1984-1985 vince il Campionato Interregionale con il Leffe, con cui realizza 4 reti in 27 partite.
Nella stagione 1985-1986 ha giocato 12 partite in Serie B col Catanzaro, che a fine anno è retrocesso in Serie C1 a causa del penultimo posto in classifica. 
A fine anno scende in Serie C2 al Pergocrema, con cui segna 2 gol in 31 incontri di campionato. Dal 1987 al 1990 gioca a Lecco.
Nella stagione 1990-1991 ha vinto il campionato di Serie C2 col Palazzolo, società con la quale ha militato anche nei successivi tre campionati, tutti in Serie C1; rimane a Palazzolo sull'Oglio fino al gennaio del 1994, giocando in tutto 31 partite in Serie C2 e 58 partite in Serie C1. Gioca poi per un anno e mezzo nel Cremapergo, con cui raccoglie altre 21 presenze in Serie C2. Dal 1995 al 1997 gioca invece con i bergamaschi del San Paolo d'Argon, con cui nell'arco di un biennio totalizza 51 presenze ed un gol nel Campionato Nazionale Dilettanti.

### Allenatore
Ha allenato le giovanili di Atalanta e AlbinoLeffe, vincendo, coi nerazzurri, due volte il titolo di Campione d'Italia Allievi Nazionali nelle stagioni 2001-2002 e 2004-2005. Nella stagione 2009-2010 è sulla panchina della Pro Sesto in Seconda Divisione venendo esonerato il 2 novembre, dopo che aveva conquistato 3 punti in 10 gare di campionato con la squadra all'ultimo posto in classifica.
Dal 2010 al 2011 ha ricoperto il ruolo di responsabile del settore giovanile dell'AlbinoLeffe. Il 7 aprile 2012 sostituisce l'esonerato Sandro Salvioni come allenatore della prima squadra in Serie B. Debutta il 21 aprile alla 36ª giornata perdendo in casa 1-2 con la Juve Stabia. Rimane alla guida della squadra seriana nella successiva stagione in Prima Divisione, ottenendo la salvezza.
Passa al Pavia nell'estate 2013, venendo esonerato a dicembre 2013 con la squadra all'ultimo posto in classifica in Prima Divisione. Nella stagione 2014-2015 allena nuovamente l'Albinoleffe: gli scarsi risultati alla guida della Celeste (penultimo posto in classifica) indurranno la dirigenza ad esonerarlo nel mese di novembre.
Il 20 ottobre 2015 diventa allenatore della Pro Patria, dove rimane fino all'esonero del 10 marzo 2016.
Il 9 giugno seguente viene nominato nuovo tecnico della Folgore Caratese, club militante in Serie D. Il 15 ottobre, dopo un inizio di stagione negativo (solo una vittoria in sei partite), viene sostituito da Loris Beoni.
Il 18 maggio 2017 diventa il nuovo allenatore del Treviso, con cui firma un contratto triennale. Nonostante la formazione veneta viaggiasse nelle posizioni di alta classifica in Promozione, nel gennaio del 2018 rassegna le dimissioni da tecnico della prima squadra.
Nel novembre del 2018 diventa allenatore del Telgate, nel campionato lombardo di Eccellenza; viene esonerato il 20 dicembre 2019 con la squadra al secondo posto nel girone C. Nel 2021 diventa allenatore della Primavera del Pergocrema.
Durante l'estate 2022 subentra a Roberto Gatti sulla panchina del Sant'Angelo, neopromosso in Serie D. Il 22 settembre, dopo solo 4 giornate di campionato e 3 punti raccolti, viene sollevato dall'incarico.
Il 7 novembre 2024 subentra ad Alberto Merlo sulla panchina del Fossano, club di Serie D, con cui chiude il campionato al diciannovesimo (e di fatto anche ultimo, vista l'esclusione dell'Albenga a campionato in corso) posto in classifica, con conseguente retrocessione in Eccellenza.

## Palmarès

### Giocatore

#### Competizioni nazionali
- Campionato Interregionale: 1

Leffe: 1984-1985
- Serie C2: 1

Palazzolo: 1990-1991

### Allenatore

#### Competizioni giovanili
- Campionato Allievi Nazionali: 2

Atalanta: 2001-2002, 2004-2005